# Santo Ecce Homo de Popayán
El Santo Ecce Homo, conocido popularmente como el Amo Ecce Homo o simplemente El Amito, es una advocación de Jesucristo que es venerada en el Santuario de Belén, en el Centro Histórico de Popayán, departamento del Cauca, Colombia. Es considerado como el Patrono de Popayán y también desfila en las procesiones de la Semana Santa de Popayán.
Se trata de dos esculturas de talla completa y desnudas hechas de madera policromada, una de origen quiteño del siglo XVII y otra de la escuela payanesa (obra de José Lamiel) del siglo XX que representan a Jesucristo cuando Poncio Pilatos lo presenta al pueblo con las palabras ¡He aquí el hombre!, que en latín se tradujo en la Vulgata como Ecce Homo.Sobre su cabeza reposan tres coronas o potencias doradas y con piedras preciosas, y en su mano derecha lleva una caña.
La imagen original reposa sobre un trono de plata repujada en su camarín del Santuario de Belén. Su réplica reposa en el retablo del lado occidental del transepto sobre la nave de la epístola en la Catedral Basílica de Nuestra Señora de la Asunción. Actualmente desfila en las procesiones de Semana Santa la réplica hecha por José Lamiel.

## Historia

### SigloXVII
La imagen original llega a Popayán en 1680 y cuando se adquirió no estaba terminada en su totalidad y fue el artesano Don Juan Antonio de Velasco quien en la ciudad de Popayán lo terminara en su totalidad. La imagen original fue adquirida en la ciudad de San Juan de Pasto por don Juan Antonio de Velasco y ofrecida a José de Morales Fravega quien fue él que la encarnó y le dio su policromía actual, junto con su esposa doña Jerónima de Velasco la tendrían durante treinta años para su culto doméstico, fue prestada para la procesión de la Catedral de Popayán celebrada durante la Semana Santa de Popayán. 

### SigloXVIII
La familia Velasco finalmente cedió la imagen a la catedral en 1717 y desde este año fue subida y dejada definitivamente en el Santuario de Belén durante la Semana Santa. Siendo entronizada en la capilla lateral derecha, por lo que ante las grandes afluencias de peregrinos, se decidió ampliar el santuario con dos naves trasversales a la central dándole forma de cruz griega al templo. Para su ornamentación, la cofradía recién establecida en honor al Amo Ecce Homo se encargó de la elaboración de un retablo chapado en plata, mientras que el lugar inferior fue destinado para la sepultura de sus miembros.

### SigloXX

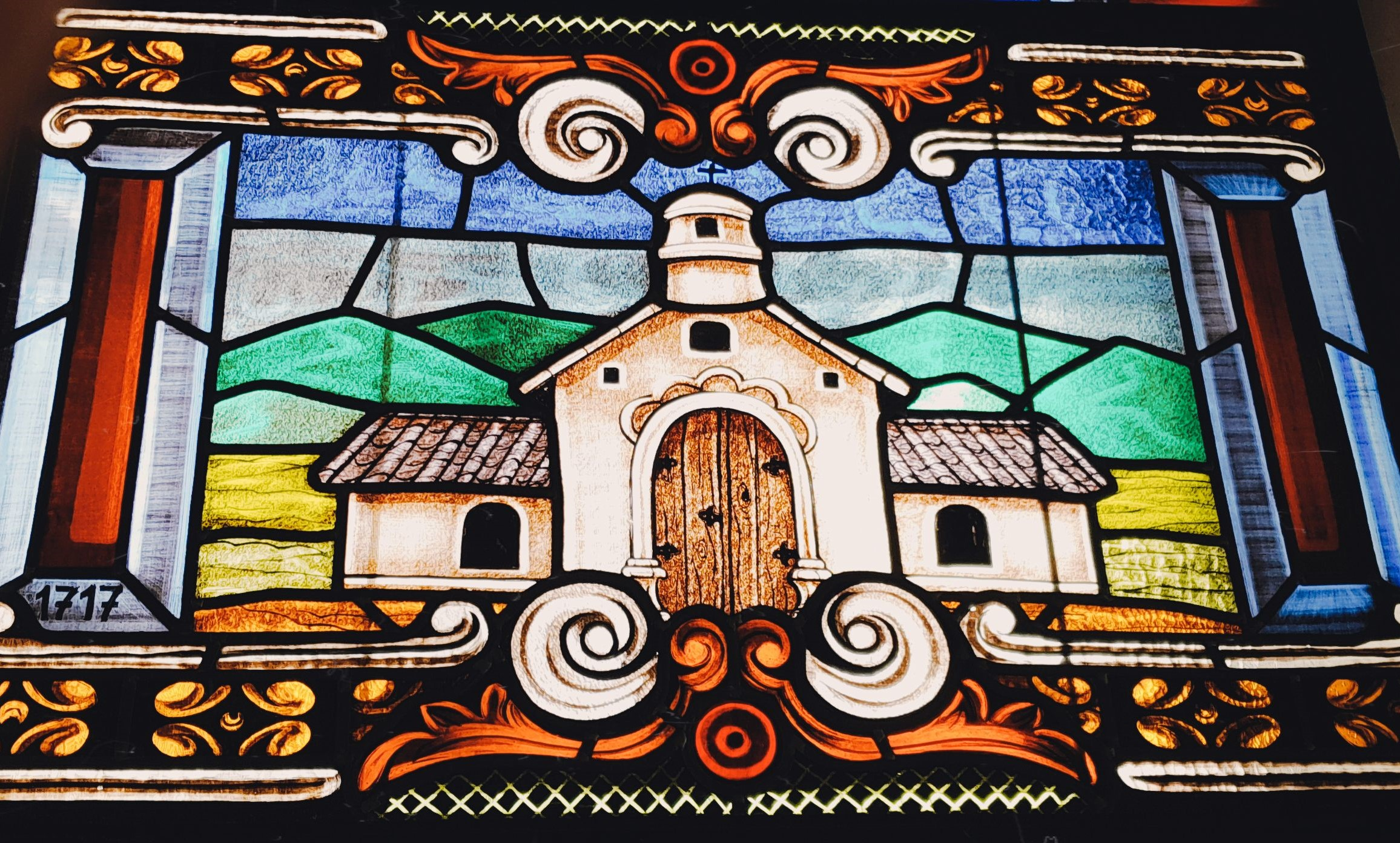
Santuario de Belén durante el, aquí fue entronizada la imagen en 1717

Tras el deterioro de la imagen original por culpa del gorgojo, el expresidente Guillermo León Valencia le encarga una réplica al escultor español José Lamiel quien se traslada en 1960 a Colombia contratado oficialmente para realizar la copia en la ciudad de Popayán, trabajo que le tomó 6 años.
La Festividad religiosa del Santo Ecce Homo es organizada por la Junta Pro Culto al Santo Ecce Homo de Popayán organización religiosa que nace en el año 1938.
En la festividad anual se celebran dos procesiones; la primera, inicia desde el Santuario de Belén hasta la Iglesia de San Francisco (Popayán), donde popularmente alumbran las mujeres, anteriormente la procesión llegaba hasta la Catedral Basílica de Nuestra Señora de la Asunción de Popayán.
La segunda procesión inicia en la Iglesia de San Francisco antecedida por la Fiesta patronal y se dirige hacia el Santuario de Belén, tradicionalmente alumbran los hombres.

## Características

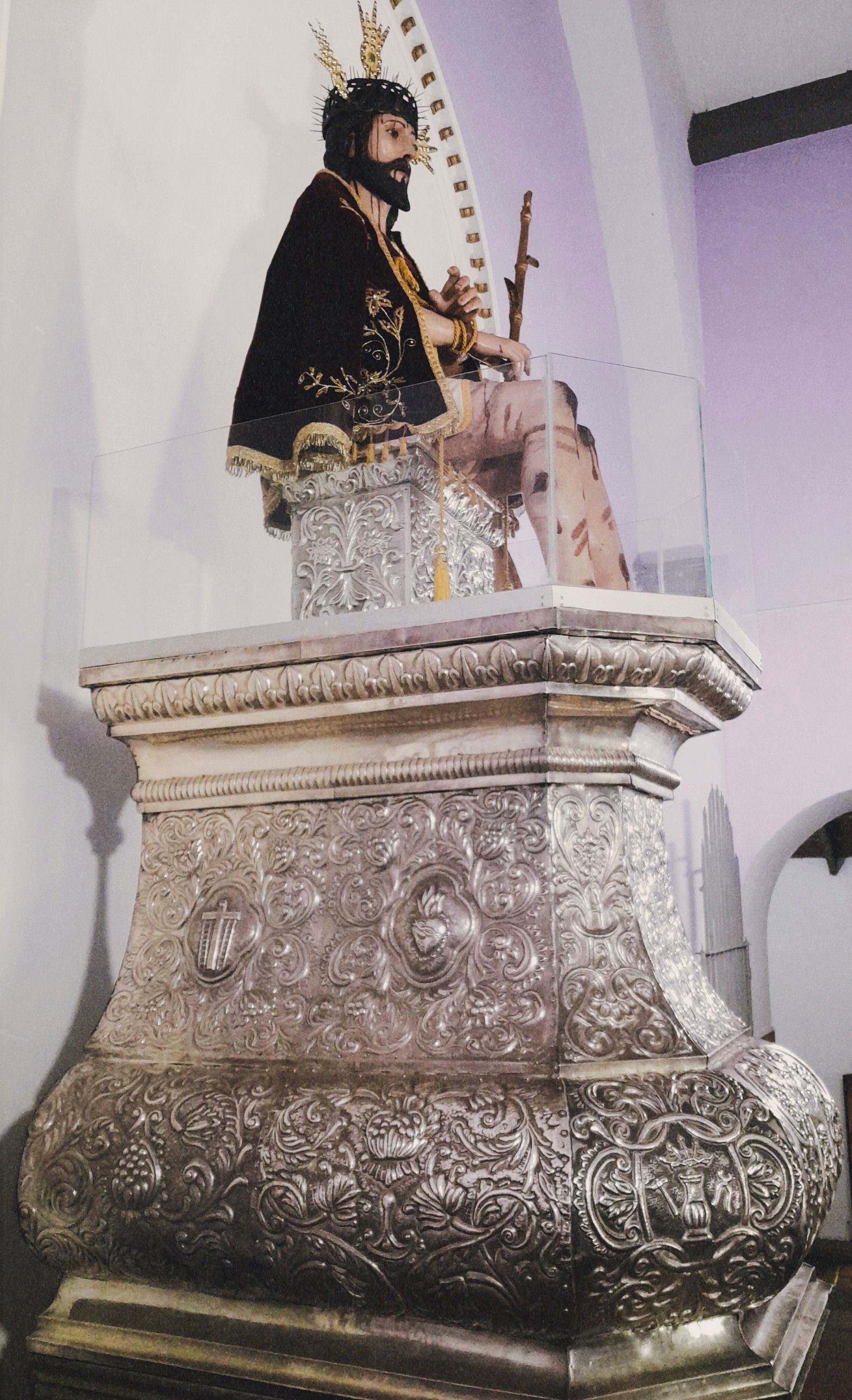
Santo Ecce Homo de Belén en su trono de plata

El Santo Ecce Homo simboliza el pasaje bíblico durante la Coronación de espinas narrado por el evangelio de San Juan, capítulo 19 y versículos del 1 al 3:
Pilato entonces tomó a Jesús y mandó azotarle. Los soldados trenzaron una corona de espinas, se la pusieron en la cabeza y le vistieron un manto de púrpura; y, acercándose a él, le decían: «Salve, Rey de los judíos.» Y le daban bofetadas.
El ''Amito'' Ecce Homo son dos tallas barrocas de bulto completo perteneciente una a la Escuela Quiteña asentada en San Juan de Pasto y la otra a la Escuela Payanesa, representando a Jesucristo recién azotado, sentado sobre un trono de plata, tiene una corona de espinas en su cabeza de la que sobresalen tres potencias en oro con piedras preciosas, en su mano derecha sostiene una caña dorada a manera de cetro. Tienen una expresión de dolor, piedad y compasión, mientras se haya bañado en sangre, se encuentra con una capa color rojo vino tinto y un perizonium blanco y bordados con hijos de oro y se haya atado por el cuello y la manos por cíngulos.

## Semana Santa
Después de la elaboración de la réplica del Cristo por José Lamiel a mediados del siglo XX, se decidió que esta imagen sustituyera al Santo Ecce Homo de Belén (Original) durante los desfiles sacros de la Semana Santa, con el fin de garantizar una mejor conservación y evitar el progresivo deterioro del cual ya padecía por obra del gorgojo.
El Santo Ecce Homo de la Catedral (Réplica) se ubica casi todo el año en el primer retablo ubicado en la nave de la Epístola, que a su vez es uno de los que están en el eje occidental del crucero de la Catedral Basílica de Nuestra Señora de la Asunción.

### Domingo de Ramos

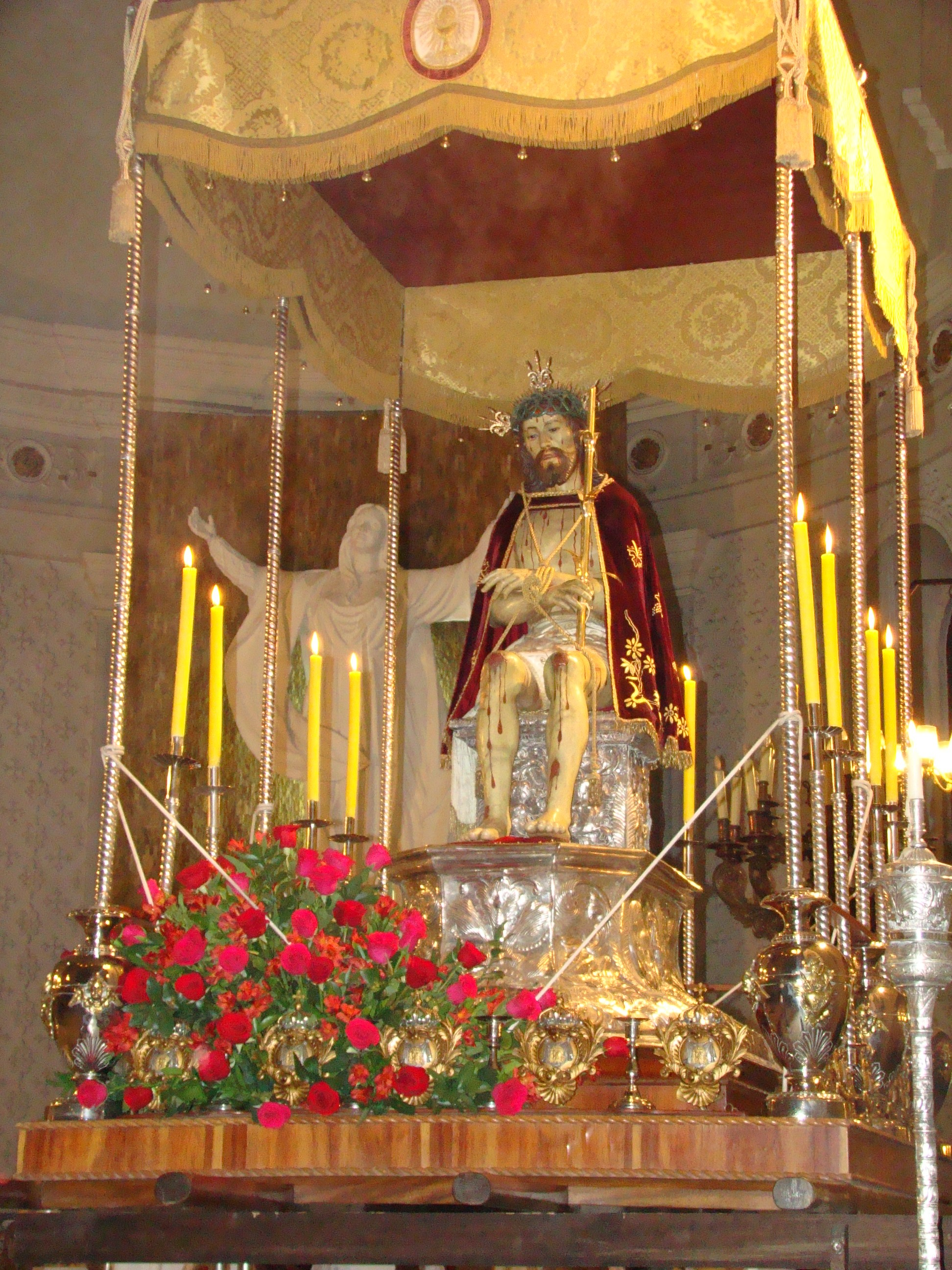
Paso de El Santo Ecce Homo de la Catedral, durante la Semana Santa

El primer día santo que sale El Santo Ecce Homo de la Catedral a desfilar es el ‘Domingo de Ramos’, cuando es bajado del Santuario de Belén hacia la Catedral Basílica de Nuestra Señora de la Asunción durante la mañana para la realización de la misa campal en el Parque Caldas.
Orden del desfile
- Cruz procesional.
- Banda marcial de la Policía Nacional de Colombia. Unidad metropolitana de Popayán.
- El Señor caído. (el señor imagen payanesa. Siglo XVIII y el Ángel imagen quiteña. Siglo XVIII)
- Estandarte Junta Permanente Pro Semana Santa, portado el síndico del paso del Amo Ecce Homo y los miembros de la Orden de la Alcayata.[7]
- Arzobispo de Popayán, Cura rector del Santuario de Belén y capítulo metropolitano.

- 'El Santo Ecce Homo.' (Réplica Payanesa de José Lamiel del siglo XX. El original es Quiteño del siglo XVII)
- Banda de músicos del Batallón José Hilario López del Ejército Nacional de Colombia.

Durante el Lunes, Martes y Miércoles Santo, el paso del El Santo Ecce Homo es resguardado en la Catedral de Popayán, donde le acompaña el paso de El Señor Caído un cristo con un ángel proveniente Quito y tallado en el siglo XVIII.

### Martes Santo
Durante la Procesión de Nuestra Señora de los Dolores del Martes Santo con sede en la Iglesia de San Agustín, el paso del El Santo Ecce Homo sale a desfilar adornado con flores blancas como manda la tradición, posicionándose entre los pasos de El Amo Caído por enfrente y El encuentro de Jesús con las mujeres en la calle de la amargura por detrás, estando también presidido hacia delante por la Orquesta de la Junta Permanente Pro Semana Santa.

### Miércoles Santo

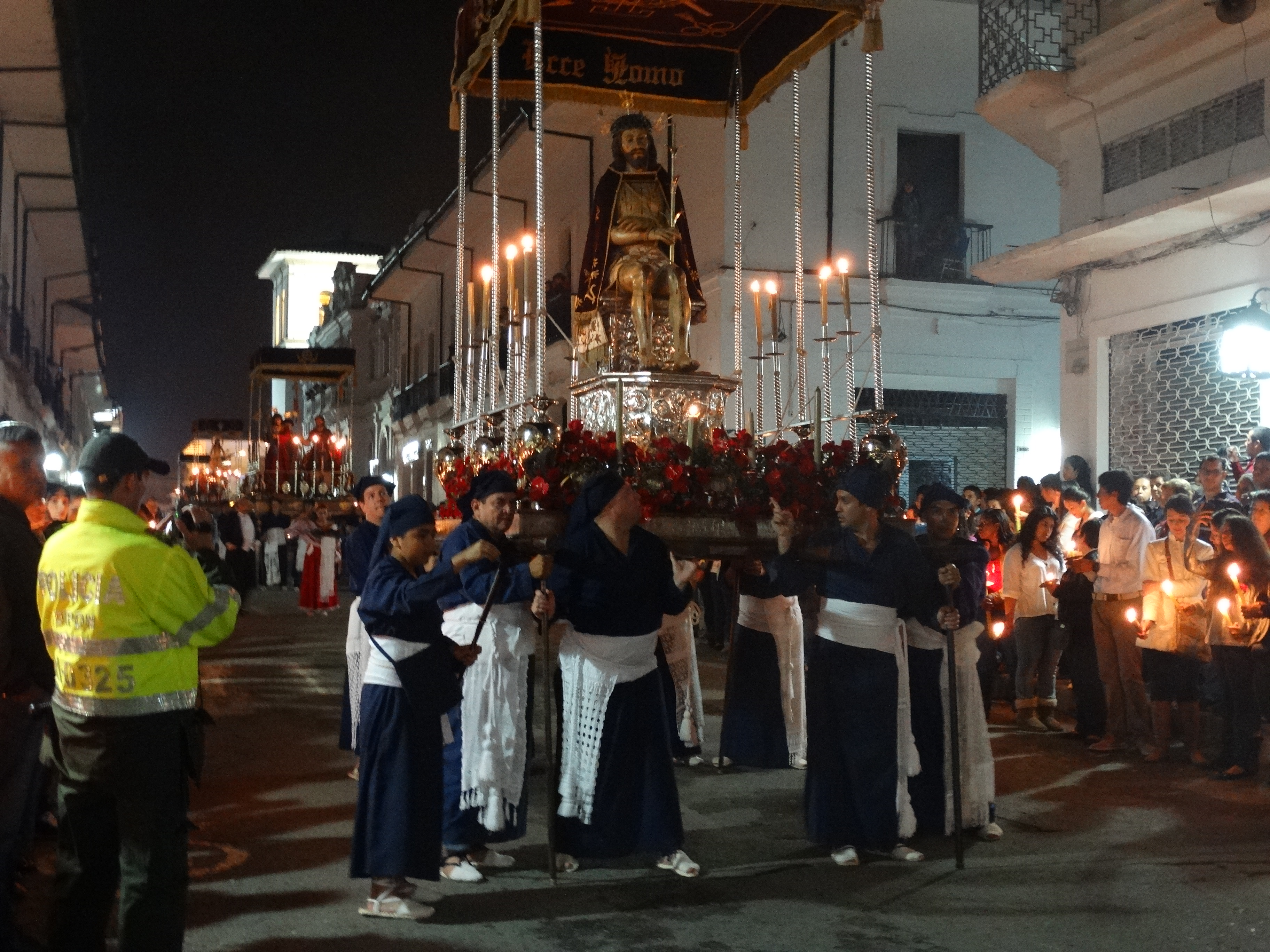
Santo Ecce Homo de la Catedral durante la procesión del Jueves Santo

En la Procesión del Amo Jesús del Miércoles Santo con sede en la Ermita de Jesús Nazareno, Santa Bárbara y Santa Catalina de Alejandría, el paso del El Santo Ecce Homo sale a desfilar por tercera vez en la Semana Santa de Popayán, posicionándose entre los pasos de El Señor Caído por enfrente y El encuentro de Jesús con las mujeres en la calle de la amargura por detrás.

### Jueves Santo
Durante todo ese día sacro el paso del Amo Ecce Homo es trasladado y se le custodia en la Iglesia de San Francisco, el único templo de la ciudad donde caben todos los pasos de su procesión y con la puerta suficientemente alta para que pasen todos durante su entrada y salida.
En la Procesión del Santo Cristo de la Veracruz del Jueves Santo con sede en la Iglesia de San Francisco, el paso del El Santo Ecce Homo sale a desfilar por cuarta y última vez en la Semana Santa de Popayán, posicionándose entre los pasos por enfrente La coronación y La cruz a cuestas por detrás, estando también presidido hacia delante por la Orquesta de la Junta Permanente Pro Semana Santa.

## Fiesta Patronal

### Procesión de Bajada

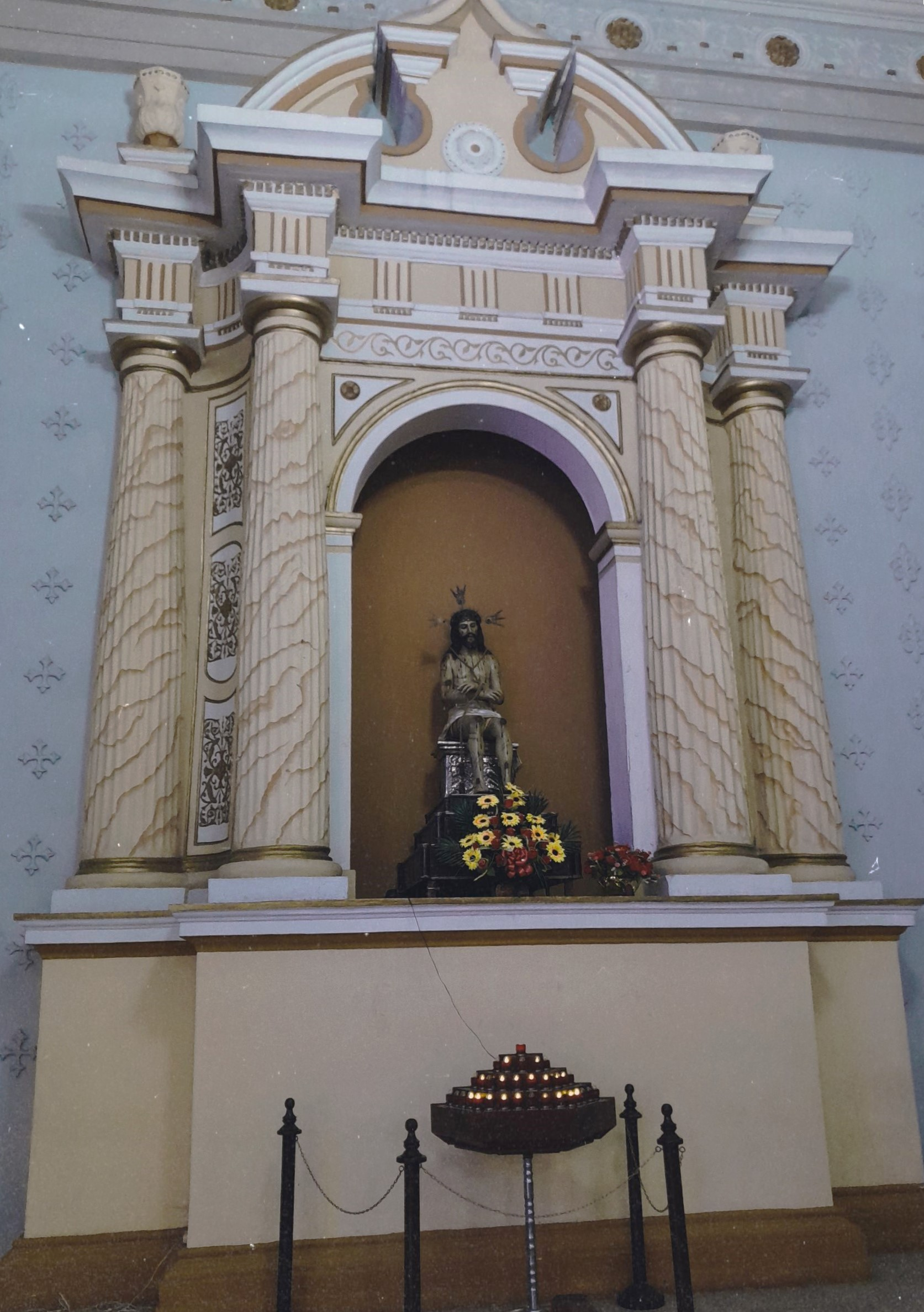
Réplica del Santo Ecce Homo, en su retablo en la Catedral de Popayán

Se realiza usualmente el día 16 de abril o un sábado de la semana antes del 1 de mayo, siempre y cuando las condiciones climáticas lo permitan, este desfile se celebra durante horas de la noche sino al día siguiente durante el día. Esta Procesión de Bajada es conocida por ser las mujeres quienes acompañan a la imagen original de El Santo Ecce Homo de Belén durante su traslado desde el Santuario de Belén hasta la Iglesia de San Francisco.
Orden del desfile:
- Cruz procesional.
- Banda marcial Imperio Real de Popayán - Cauca.
- Estandarte del Santo Ecce Homo de Popayán, portado por damas pertenecientes a la Junta Pro Culto.
- Cura rector del Santuario de Belén.
- El Santo Ecce Homo. (imagen quiteña (San Juan de Pasto). Siglo XVII (1680)).
- Chirimía tradicional de Popayán.

Esta tradición surgió como respuesta a la creciente demanda de la feligresía de damas payanesas quienes a mediados del siglo XX habían obtenido varios derechos como al voto y al trabajo, por lo que muchas se emanciparon de su tradicional rol de ama de casa y exigieron también ser partícipes y tenidas en cuenta en las fiestas patronales que para ese entonces era exclusiva de los hombres. Estableciéndose formalmente una procesión propia para ellas, aunque actualmente tanto hombres como mujeres pueden hacer parte tanto de la Bajada como la Subida del Amo Ecce Homo.

### Monumental Procesión de Subida
La Solemnidad de El Santo Ecce Homo de Popayán es conmemorada todos los años el día 1 de mayo (día internacional de los trabajadores), se celebra en primera instancia una eucaristía en la Iglesia de San Francisco presidida por el Arzobispo de Popayán a las 9:00 a. m., la cual recibe una asistencia multitudinaria tanto dentro como en los alrededores del templo.

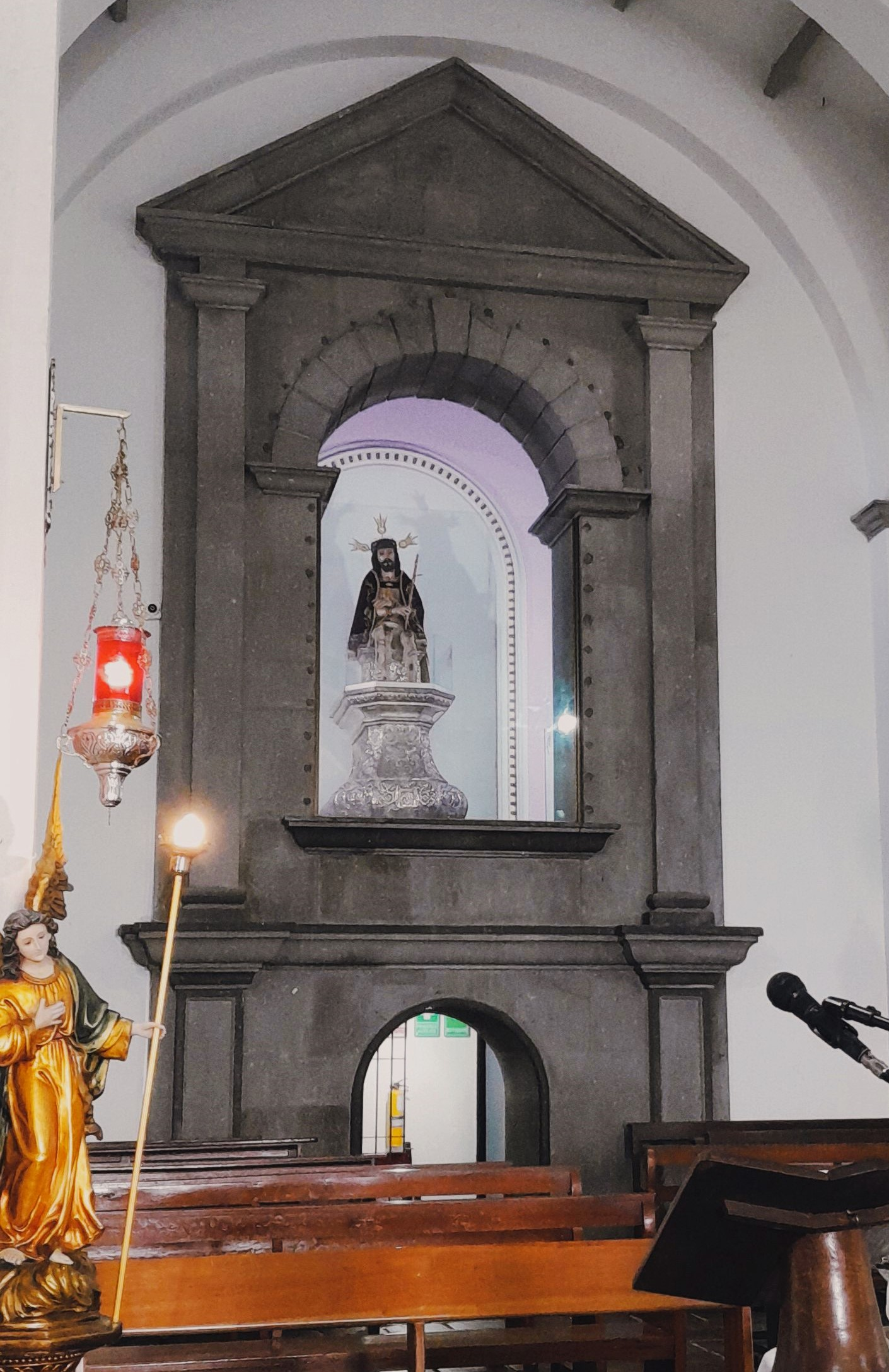
Camarín del Santo Ecce Homo de Belén en medio del retablo en su Santuario

La Monumental Procesión de Subida inicia en la Iglesia de San Francisco y termina en el Santuario de Belén, es una de las procesiones más multitudinarias de todo el país, se estima que centenares de miles de personas llegan al centro histórico, tan solo para ser partícipes del desfile que durante todo su recorrido se puede percibir el fervor y cariño de la ciudadanía al santo patrono de la ciudad. Esta procesión tiene la peculiaridad de contar con una variada participación de diversas bandas marciales y juveniles durante todo el recorrido antes del Amo, además de ser alumbrado tradicionalmente el Santo Ecce Homo de Belén por parte de los hombres payaneses.
Orden del desfile:
- Cruz procesional.
- Banda marcial de la Academia Militar Tomás Cipriano de Mosquera.
- Banda marcial del Resguardo Indígena de Paniquitá.
- Banda juvenil Ciudad de Popayán.
- Banda marcial del Real Colegio de San Francisco de Asís de Popayán -Cauca.
- Banda marcial del Colegio Guillermo León Valencia de Popayán - Cauca.
- Banda marcial Ciudad Blanca.
- Banda marcial Imperio Real de Popayán - Cauca.
- Estandarte de la Junta Pro Culto al Santo Ecce Homo de Popayán, portado por sus miembros y decanos.
- Arzobispo de Popayán y capítulo metropolitano con el seminario mayor de Popayán.
- Chirimía tradicional de Popayán.
- El Santo Ecce Homo. (imagen quiteña (San Juan de Pasto). Siglo XVII (1680)).
- Banda marcial de la Academia militar General Gustavo Matamoros D'Costa.

## Rogativa por la Paz del Cauca
La Rogativa por la Paz del Cauca tuvo lugar durante la Solemnidad de Jesucristo, Rey del Universo del 24 al 26 de noviembre de 2023 en el Centro Histórico de Popayán, capital del Cauca, Colombia, con motivo de implorar por el cese de hostilidades y de violencia a lo largo de todo el departamento, además de contribuir a la Paz en todo el país.
Este acontecimiento tuvo un carácter único y nunca antes visto en la historia payanesa, con la finalidad de reunir en torno a la devoción solemne a Jesucristo en sus advocaciones de Santo Ecce Homo (Por ser el santo patrono de la ciudad) y Amo Jesús que es especialmente extendida en el departamento, cuyos fieles siempre han tenido un especial cariño y fe a Jesús como Salvador y Rey del Universo.

### Procesión de Bajada del Santo Ecce Homo de Belén

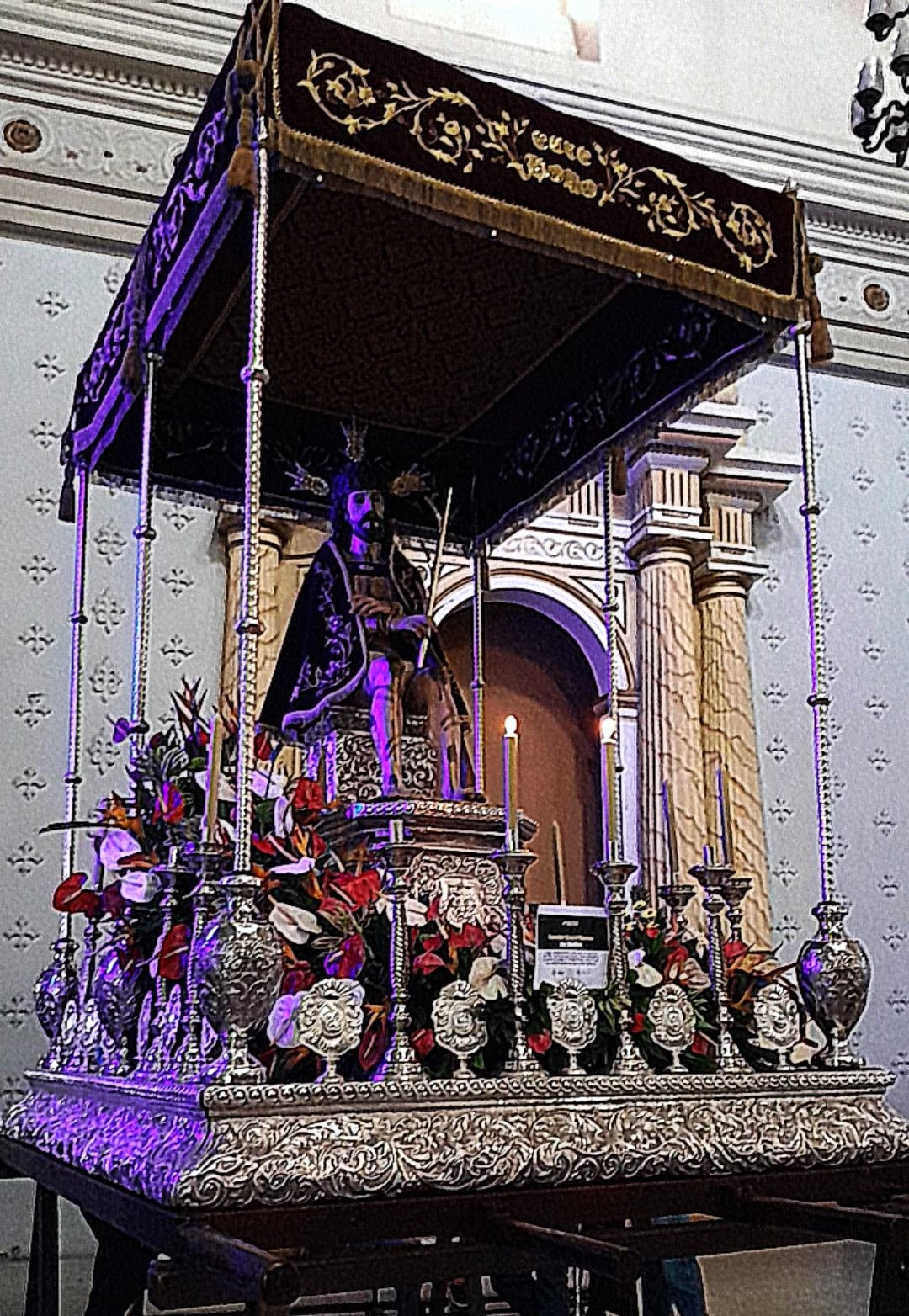
Santo Ecce Homo de Belén durante su exposición el 25 de noviembre en la Catedral de Popayán

Iniciando con una misa en el Santuario de Belén a las 3:00 p. m. del 24 de noviembre. Presidida por el arzobispo emérito de Popayán Iván Antonio Marín se dio inicio al programa de la rogativa. Terminada la eucaristía se dio comienzo a la procesión de bajada del patrono de la ciudad, el Santo Ecce Homo de Belén (algo que solo se realiza en abril para su Fiesta Patronal el 1 de mayo) y finalizó en la Catedral de Nuestra Señora de la Asunción que dio paso a una oración y bendición solemne para los asistentes, además de una velatón en el atrio de la basílica por las víctimas del conflicto y algunos emotivos actos culturales más.
Orden del desfile:
- Cruz procesional.
- Banda marcial de la Academia Militar Tomás Cipriano de Mosquera.
- Estandarte de la Junta Pro Culto al Santo Ecce Homo, portado por sus miembros y síndicos.
- Arzobispo emérito de Popayán y Cura rector del Santuario de Belén.
- 'El Santo Ecce Homo de Belén.' (Imagen quiteña (San Juan de Pasto) del siglo XVII (1680))

### Exposición de los Santos Ecce Homo
Se realizó el día sábado 25 de noviembre 9:00 a. m. hasta las 6:00 p. m. Tanto el Santo Ecce Homo de la Catedral como el Santo Ecce Homo de Belén fueron expuestos para veneración pública dentro de la Catedral Basílica de Nuestra Señora de la Asunción.

### Eucaristía por la Reconciliación y la Paz del Cauca

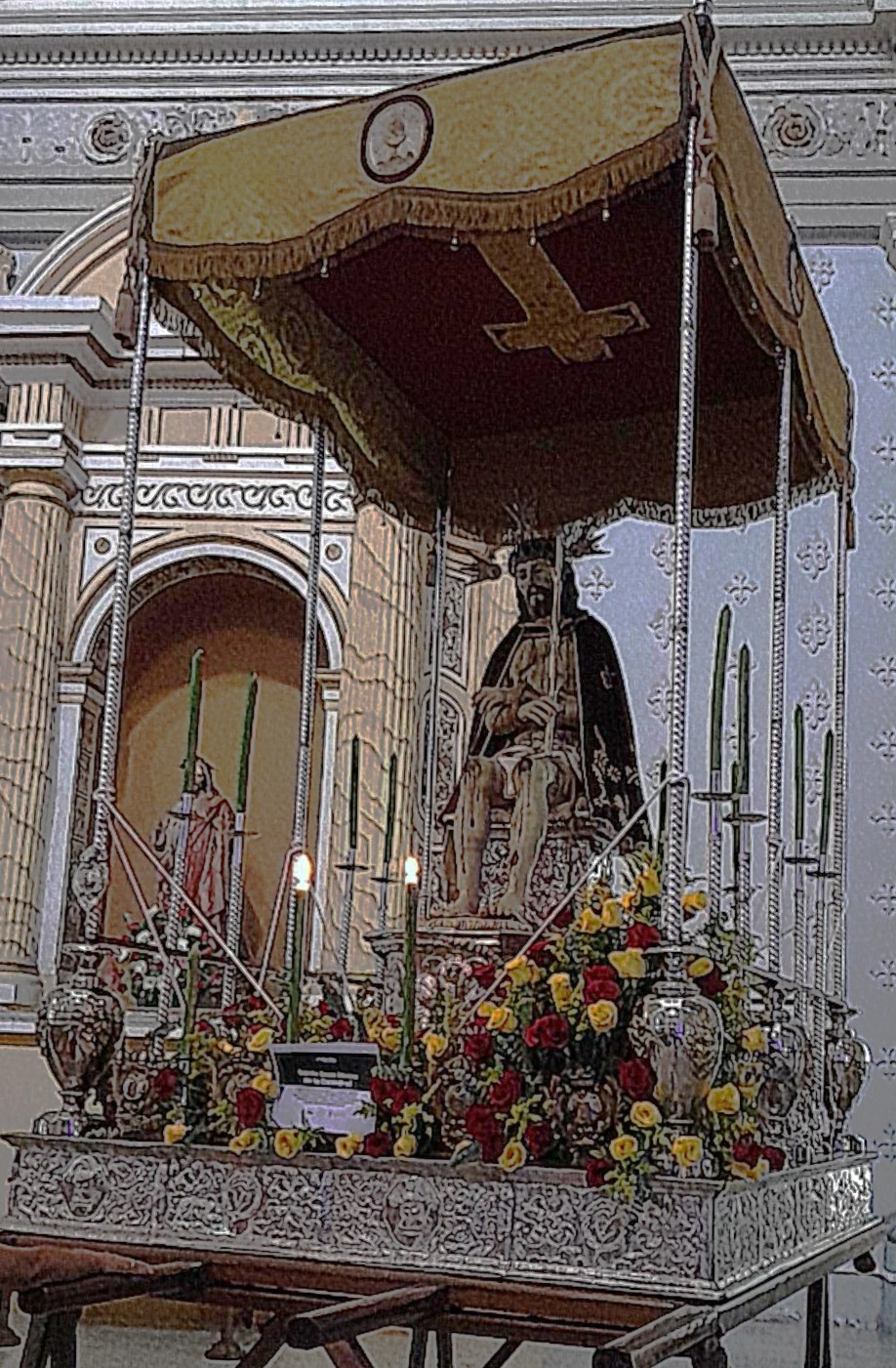
Santo Ecce Homo de Belén durante su exposición el 25 de noviembre en la Catedral de Popayán

Tuvo lugar en la Catedral Basílica de Nuestra Señora de la Asunción a las 9:00 a. m., siendo presidida por el arzobispo de Popayán, Omar Alberto Sánchez Cubillos en concelebración con todos los sacerdotes de las parroquias e iglesias de los lugares de donde provienen todas las advocaciones de Cristo presentes en el Parque Caldas, trasladadas ahí desde las 8 a. m. para la eucaristía.
Teniendo como principales advocaciones al Santo Ecce Homo de Belén y de la Catedral quienes permanecieron dentro del recinto catedralicio y no en la explanada del Parque Caldas como las demás imágenes de Cristo.

### Gran Procesión por la Paz del Cauca
Inició hacia las 11:30 a. m. tras concluir la misa por la paz, partió y concluyó en el atrio de la Catedral Basílica de Nuestra Señora de la Asunción en un recorrido en forma rectangular que pasó por las calles 4 y 5 además de por las carreras 3 y 10, finalizando hacia la 1:30 p. m. con una oración emotiva y un minuto de silencio como actos simbólicos que dieron cierre a toda la programación de la Rogativa junto a la desarmada de los pasos y el regreso de todas las imágenes a sus respetivos lugares de procedencia.
El paso de El Santo Ecce Homo de la Catedral se ubicó en quinta posición, situándose entre los pasos de El Amo Jesús Nazareno por enfrente y El Amo Jesús de Timbío por detrás, estando también presidido hacia delante por el Arzobispo de Popayán y el Estandarte de la Junta Permanente Pro Semana Santa de Popayán, portado por sus miembros y síndicos.
El paso de El Santo Ecce Homo de Belén se ubicó en última posición, situándose entre el paso de El Amo Jesús de Yanaconas por enfrente y la Banda de músicos y compañía de fusileros del Batallón José Hilario López por detrás, estando también presidido hacia delante por Estandarte de la Junta Pro Culto al Santo Ecce Homo de Popayán, portada por sus miembros y síndicos y el Cura rector del Santuario de Belén y capítulo metropolitano con el seminario mayor de Popayán.

## Plegaria al Santo Ecce Homo
Detén ¡Oh Dios benigno! 
Tu azote poderoso
y calma bondadoso
tu justa indignación.
Perdónanos y olvida
que te hemos ofendido
y que hemos afligido
tu amante corazón.
Acuérdate que siempre
que te hemos invocado,
benigna se ha mostrado
tu soberana faz.
No nos niegues
ahora tu gracia y tus favores
suspende tus rigores
concédenos la paz.
Acuérdate que un tiempo,
¡Señor Omnipotente!
nuestra Plegaria ardiente
tu compasión movió.
Acuérdate que entonces
tu diestra poderosa
tendiste, y la espantosa
borrasca se calmó.
Mas luego te enojaron
tus míseras ovejas:
¿y sus dolientes quejas,
no quieres ya escuchar?
Y clama el sacerdote,
la virgen y el anciano,
¿más la irritada mano
no quieres levantar?
Tan enojado te hallas
contra la grey amada
que al verla esclavizada,
llorando su orfandad,
¿dejas que el lobo hambriento
empiece a devorarla,
pudiendo consolarla
y darle libertad?
¿Nada esperar podremos
Señor de tu indulgencia?
¿Tu amor y tu clemencia
se han agotado ya?
¿Si tú nos abandonas,
en quién esperaremos
a quién acudirérnos
y quién nos salvará?
¡Oh Padre! Si no bastan
los males que sufrimos
y el llanto que vertimos
para alcanzar perdón,
al menos, Dios eterno,
nuestra plegaria escucha
y haz que venza en la lucha
tu santa religión.
Protege a tu ministro
nuestro Pastor amado,
que hoy gime atribulado,
del santo altar al pie,
y haz que nosotros antes
perdamos la existencia,
que nuestra santa creencia,
nuestra divina fe.
Mas tus decretos, Señor,
en todo cumplidos sean:
Es todo lo que desean
mi fe, esperanza y amor.

Amén.